# Wartenberg (Assia)
Wartenberg è un comune tedesco di 3 876 abitanti situato nel land dell'Assia.
Il suo territorio, nella frazione di Angersbach, è bagnato dal fiume Lauter, affluente della Schlitz.